# Escut de Salou

Escut oficial de Salou

L'escut oficial de Salou té el següent blasonament:
Escut caironat: d'atzur, un vaixell d'or envelat d'or amb 4 pals de gules, acompanyat al cap d'una torre d'argent oberta. Per timbre una corona mural de vila.

## Història
Va ser aprovat el 18 de juny de 1991 i publicat en el DOGC el 8 de juliol del mateix any.
Salou fou un port important en època medieval; de fet, d'aquí partí l'estol de naus que portaren Jaume I a la conquesta de Mallorca el 1229. El vaixell amb els quatre pals de les armes reials de Catalunya a la vela representa aquest fet històric. A dalt hi ha una al·lusió a la Torre Vella, aixecada el 1530 com a torre de guaita per prevenir els atacs de pirates i corsaris.